# Deerfield River
Der Deerfield River ist ein rechter Nebenfluss des Connecticut River in den US-Bundesstaaten Vermont und Massachusetts.

## Flusslauf
Der Deerfield River entspringt in den Green Mountains im Süden von Vermont nordwestlich vom Somerset Reservoir. Von dort fließt er in südlicher Richtung.
Er nimmt den Glastenbury River von rechts sowie den East Branch von links auf. Anschließend durchfließt er die Stauseen Searsburg Reservoir und Harriman Reservoir. Der North Branch mündet ebenfalls in das Harriman Reservoir. In Readsboro trifft der West Branch rechtsseitig auf den Fluss. Anschließend durchfließt der Deerfield River das Sherman Reservoir, in welches der South Branch mündet, und erreicht Massachusetts. Danach befindet sich der Ort Monroe und kurz darauf das Unterbecken des Pumpspeicherkraftwerks Jack Cockwell am Flusslauf. Nun wendet sich der Fluss nach Osten. Charlemont und Shelburne Falls
liegen am Unterlauf des Deerfield River. Der Mohawk Trail (Massachusetts Route 2) führt auf dieser Strecke entlang dem Flusslauf. Der Deerfield River nimmt kurz vor seiner Mündung den Green River linksseitig auf und trifft am Südrand von Greenfield auf den Connecticut River. Der Deerfield River hat eine Länge von 122 km.

## Wasserkraftanlagen
Am Deerfield River liegen mehrere Wasserkraftwerke.
Seit dem Anfang des 20. Jahrhunderts wird am Fluss Elektrizität erzeugt.
Das Pumpspeicherkraftwerk Jack Cockwell trug früher die Bezeichnung Bear Swamp.
Die Wasserkraftanlagen in Abstromrichtung:
| Name           | Leistung in MW | Anzahl Turbinen | Lage | Betreiber                           |
| -------------- | -------------- | --------------- | ---- | ----------------------------------- |
| Searsburg      | 4,1            | 1               | (⊙)  | TransCanada Hydro Northeast         |
| Harriman       | 33,6           | 3               | (⊙)  | TransCanada Hydro Northeast         |
| Sherman        | 7,2            | 1               | (⊙)  | TransCanada Hydro Northeast         |
| Deerfield 5    | 17,5           | 1               | (⊙)  | TransCanada Hydro Northeast         |
| Jack Cockwell  | 600            | 2               | (⊙)  | Brookfield Renewable                |
| Fife Brook     | 11,2           | 1               | (⊙)  | Brookfield Renewable                |
| Deerfield 4    | 4,8            | 3               | (⊙)  | TransCanada Hydro Northeast         |
| Deerfield 3    | 4,8            | 3               | (⊙)  | TransCanada Hydro Northeast         |
| Gardners Falls | 2,2            | 4               | (⊙)  | North American Energy Massachusetts |
| Deerfield 2    | 4,8            | 3               | (⊙)  | TransCanada Hydro Northeast         |

## Sonstiges
Am Deerfield River befand sich am Ufer des Sherman Reservoir das Kernkraftwerk Yankee Rowe, welches zwischen 1960 und 1992 in Betrieb war.